# Пафлагония
Пафлагония е черноморска историческа област в Мала Азия.

## География
На запад граничи с областта Витиния, а на юг и изток с областите съответно Галатия и Понт, от които я отделя реката, известна в Античността като Галис. 
Пафлагония е сурова и планинска страна – през нея преминава хребетът на Понтийските планини, с развито скотовъдство, поради невъзможност заради релефа и физикогеографските ѝ особености за упражняване на земеделие.

## История
Пафлагонийците и кападокийците за Херодот са родствени, а езика им според Страбон е бил непонятен за древните гърци. 
Преди да бъде превзета от Александър Македонски, Пафлагония е под лидийска и персийска власт. След разпада на империята му, тя е под управлението на неговия диадох Евмен от Кардия, след смъртта на когото влиза в състава на Понтийското царство до началото на новата ера.
През 1 век пр.н.е. Пафлагония е овладяна от римския военачалник Гней Помпей, в хода на войната му срещу местния владетел Митридат VI и арменския му съсед Тигран II и става територия на Древен Рим, а от 7 година е поделена между неговите провинции Витиния и Понт и Галатия.
През 295 г. Диоклециан разделя територията, заемана преди от Понтийското царство на четири диоцеза - Понтийски диоцези (Dioecesis pontica), един от които се казва Пафлагония.
Византийският император Юстиниан I (управлявал - 527-565 г.) връща статута на провинция на Пафлагония, присъединявайки към нея Гонориада. Константин Багренородни споменава Пафлагония, като 9-а византийска тема в Мала Азия. Стратег на темата е известно време предишният император и негов баща Лъв VI Философ (управлявал - 915-959 г.)
Родом от Пафлагония е архиепископ Лъв I Охридски, оглавявал архиепископията около средата на 11 век, както и император Михаил IV Пафлагон (1034-1041).
През 11 век селджуците завоюват Пафлагония, но императорите от династията Комнини връщат византийския контрол над нея, който се запазва до превземането на Константинопол от латинците, през 1204 г. Впоследствие части от Пафлагония са под властта на Никейската и Трапезундската империя.
Като част от много оспорваната между ромеите и турците Мала Азия, Кападокия е в последна сметка превзета от османците и превърната в част от Османската империя, а по-късно земите й са в състава на наследилата я Турция. В град Кастамону в историческа Пафлагония през 30-те години на 20 век пребивава Иван Михайлов - виден ръководител на ВМРО.